# اگنس اشتراب
اَگنس اشتراب (آلمانی: Agnes Straub؛ ۲ آوریل ۱۸۹۰ – ۸ ژوئیهٔ ۱۹۴۱) بازیگر اهل رایش آلمان بود. او کار بازیگری را از سن ۱۳ سالگی با بازی در نمایش و تئاتر در داخائو آغاز کرد.
از فیلم‌هایی که وی در آن نقش داشته‌است، می‌توان به مهرگیاه و ویلیام تل اشاره کرد.